# معهد أبحاث الفضاء التابع لأكاديمية العلوم الروسية
معهد أبحاث الفضاء التابع لأكاديمية العلوم الروسية(بالروسية: ) (Институт космических исследований Российской Академии Наук / ИКИ РАН) والمعروف اختصاراً ب IKIRAN هو المؤسسة الرئيسية التابعة للأكاديمية الروسية للعلوم المخصصة للتطبيقات العلمية لاستكشاف الفضاء. يقوم المعهد بإجراء بحوث في مجال الفيزياء الفلكية وعلم الكواكب وفيزياءالشمس، والعلاقات الشمسية-الأرضية وبلازما الكون والجيوفيزياء غير الخطية. يشارك أيضاً في البرامج العلمية الخاصة بأبحاث الفضاء واختبار التكنولوجيات الفضائية الجديدة بالتعاون مع الأكاديمية الروسية للعلوم ووكالة الفضاء الروسية.

تأسس المعهد في عام 1965 بقرار من مجلس وزراء الاتحاد السوفيتي باسم «معهد أبحاث الفضاء التابع لأكاديمية العلوم في الاتحاد السوفياتي». يقع المعهد في موسكو ويعمل به 290 عالم.

## مديرين المعهد
- غريغوري بيتروف (1965-1973)
- راولد ساغدييف (1973-1988)
- آلبيرت غالييف (1988-2002)
- ليف زيليني (2002-2018)
- أناتولي بطروكوفيتش (2018- )

## وصلات خارجية
- الموقع الرسمي للمعهد
- موقع الأكاديمية الروسية للعلوم (بالإنجليزية)
- شبكة إنترنت العلوم الروسية الفضائية RSSI